# Сковородино
Сковородино (рус. Сковородино) град је у Русији у Амурској области.

## Становништво
| 1939.  | 1959.  | 1970.  | 1979.  | 1989.  | 2002.  | 2010. |
| ------ | ------ | ------ | ------ | ------ | ------ | ----- |
| 19.894 | 15.083 | 11.442 | 13.035 | 13.824 | 10.566 | 9.564 |